# Дилем, Али
Али Дилем (англ. Ali Dilem; 29 июня 1967, Алжир) — известный алжирский карикатурист.

## Биография
Али Дилем родился в Эль — Хараш, пригороде Алжира. По национальности кабил.
Окончил Национальный институт изящных искусств Алжира.
Начал свою карьеру в 1989 году в республиканском коммунистическом еженедельнике Alger Républicain. Затем работал в алжирской Le Matin, независимой газете, которая публиковала его карикатуры в с 1991 по 1996 годы.
На данный момент рисует для независимой алжирской газеты Liberte. Эти рисунки практически ежедневно размещаются на официальном сайте газеты.
Также рисунки Али Дилема регулярно размещаются на сайте французского телевидения TV5 Monde.
Кроме того он сотрудничает с рядом европейских газет. В 2008 году Али Дилем выпустил альбом под названием «Нарисуй мир».
На сегодняшний день всего авторству Али Дилема принадлежит около 10 000 рисунков на различную тематику, включая ключевые события современности, ключевых персоналий современного мира.
Его точка зрения на события в мире достаточно остра: за права человека и свободу мысли, против всех форм экстремизма и диктатуры.
Ему угрожали исламистские группировки во время гражданской войны в Алжире, (1991—2002). Отдельной фетвой, распространенной во всех мечетях Алжира в 2004 году, он был приговорен к смерти.
В 2001 году в Уголовный кодекс Алжира были внесены поправки, названные в обиходе «поправками Дилема», которые предусматривают ряд санкций, вплоть до тюремного заключения, для журналистов, в случае, если их высказывания в отношении президента этой страны или официальных институций (армия, правосудие и т. д..), могут быть расценены как оскорбительные. В июне 2005 года Али Дилем был приговорен к шести месяцам тюремного заключения за карикатуру, обличающую коррупцию в среде алжирского генералитета.
Талант Али Дилема широко признан. Он получил множество наград по всему миру. В том числе престижную Международную премию рисунков для прессы — 2000 г., Премию свободы прессы Пресс — клуба Лимузен и Репортеров без границ — 2005 г., Приз за смелость в политической карикатуре Cartoonists Rights Network’s — Денвер, США — 2006 г.,Гран — при Международного салона рисунков для прессы и юмора в Сент — Жюст — ле Мортеле — 2007 г.
Дилем — один из основателей организации «Карикатуристы за мир», основанный по инициативе французского карикатуриста Планту и ООН после скандала с карикатурами на пророка Мухаммеда (сентябрь 2005 г.).